# قائمة الأفلام المتصدرة شباك التذاكر الأمريكي عام 2009
هذه قائمة الأفلام التي احتلت المرتبة الأولى في شباك التذاكر الأمريكي أثناء عُطل نهاية الأسبوع لعام 2009.

## الأفلام الأولى
|    | التاريخ        | الفيلم                          | الربح       | ملاحظات | المراجع       |
| -- | -------------- | ------------------------------- | ----------- | --- | ------------- |
| 1  | 4 يناير 2009   | مارلي وأنا                      | 24,263,763  | | [ 2 ]         |
| 2  | 11 يناير 2009  | غران تورينو                     | 29,484,388  | وصل الفيلم إلى المركز الأول بعد أربعة عطل نهاية أسبوع من الإصدار المحدود. | [ 3 ]         |
| 3  | 18 يناير 2009  | بول بلارت: شرطي المجمع التجاري  | 31,832,636  | | [ 4 ] [ 5 ]   |
| 4  | 25 يناير 2009  | بول بلارت: شرطي المجمع التجاري  | 21,623,182  | | [ 6 ]         |
| 5  | 1 فبراير 2009  | تكين                            | 24,717,037  | | [ 7 ]         |
| 6  | 8 فبراير 2009  | هو ليس معجبا بك فحسب            | 27,785,487  | | [ 8 ]         |
| 7  | 15 فبراير 2009 | الجمعة الثالث عشر               | 40,570,365  | حطم فيلم يوم الجمعة الثالث عشر الرقم القياسي لفريدي ضد جايسون (36.4 مليون دولار) لأعلى ربح لفيلم تقطيع. | [ 9 ] [ 10 ]  |
| 8  | 22 فبراير 2009 | ماديا ذهبت إلى السجن            | 41,030,947  | | [ 11 ]        |
| 9  | 1 مارس 2009    | ماديا ذهبت إلى السجن            | 16,175,926  | | [ 12 ]        |
| 10 | 8 مارس 2009    | المراقبون                       | 55,214,334  | | [ 13 ]        |
| 11 | 15 مارس 2009   | سباق إلى جبل ساحرة              | 24,402,214  | | [ 14 ]        |
| 12 | 22 مارس 2009   | المعرفة                         | 24,604,751  | | [ 15 ]        |
| 13 | 29 مارس 2009   | الوحوش ضد الفضائيين             | 59,321,095  | حطم فيلم الوحوش ضد الفضائيين الرقم القياسي لـ صغار الجواسيس 3-دي: النهاية (33.4 مليون دولار) لأعلى ربح في نهاية الأسبوع لفيلم ثلاثي الأبعاد. | [ 16 ]        |
| 14 | 5 أبريل 2009   | السرعة والغضب                   | 70,950,500  | حطم فيلم السرعة والغضب رقم إدارة الغضب القياسي (42.2 مليون دولار) لأعلى ربح في نهاية الأسبوع في أبريل و رقم 300 قياسي (70.8 مليون دولار) لأعلى ربح في نهاية الأسبوع لإصدار الربيع. | [ 17 ]        |
| 15 | 12 أبريل 2009  | هانا مونتانا                    | 32,324,487  | | [ 18 ] [ 19 ] |
| 16 | 19 أبريل 2009  | 17 مرة أخرى                     | 23,722,310  | | [ 20 ]        |
| 17 | 26 أبريل 2009  | مهووسة                          | 28,612,730  | | [ 21 ]        |
| 18 | 3 مايو 2009    | رجال-إكس الأصول: وولفرين        | 85,058,003  | | [ 22 ]        |
| 19 | 10 مايو 2009   | ستار تريك                       | 75,204,289  | حطم ستار تريك الرقم القياسي لـ أل سيمبسون (74 مليون دولار) لأعلى ظهور لأول مرة في نهاية الأسبوع لفيلم قائم على برنامج تلفزيوني. | [ 23 ]        |
| 20 | 17 مايو 2009   | ملائكة وشياطين                  | 46,204,168  | | [ 24 ]        |
| 21 | 24 مايو 2009   | ليلة في المتحف 2                | 54,173,286  | | [ 25 ] [ 26 ] |
| 22 | 31 مايو 2009   | فوق                             | 68,108,790  | حطم فيلم فوق رقم الوحوش ضد الفضائيين (59.3 مليون دولار) لأعلى ظهور في نهاية الأسبوع لفيلم ثلاثي الأبعاد. | [ 27 ]        |
| 23 | 7 يونيو 2009   | صداع الكحول                     | 44,979,319  | حطم فيلم صداع الكحول الرقم القياسي لفيلم سكيري موفي (42.3 مليون دولار) لأعلى ظهور لأول مرة في نهاية الأسبوع لمسلسل كوميدي أصلي مصنف R. | [ 28 ]        |
| 24 | 14 يونيو 2009  | صداع الكحول                     | 32,794,387  | | [ 29 ]        |
| 25 | 21 يونيو 2009  | عرض الزواج                      | 33,627,598  | | [ 30 ]        |
| 26 | 28 يونيو 2009  | المتحولون: ثأر الهاوي           | 108,966,307 | حطم الفيلم بإجمالي 959,000 دولارالرقم القياسي لـفارس الظلام (640,000 دولار) لأعلى إجمالي ربح في منتصف الليل في آيماكس. حطم بإجمالي ربح 62 مليون دولار رقم هاري بوتر وجماعة العنقاء (44.2 مليون دولار) لأعلى إجمالي ربح في يوم الأربعاء على الإطلاق. كما حطم رقم هاري بوتر وسجين أزكابان (93.7 مليون دولار) لأعلى ظهور في نهاية الأسبوع في يونيو.                                                                                                  | [ 31 ]        |
| 27 | 5 يوليو 2009   | المتحولون: ثأر الهاوي           | 42,320,877  | في المرتبة الثانية، حطم الفيلم بإجمالي 41.6 مليون دولار الرقم القياسي لـالشيطان يرتدي برادا (27.5 مليون دولار) لأعلى ربح في عطلة نهاية أسبوع غير افتتاحية في عيد الاستقلال. | [ 32 ]        |
| 28 | 12 يوليو 2009  | برنو                            | 30,619,130  | حطم بورنو الرقم القياسي لـ بورات (26 مليون دولار) لأعلى ربح لفيلم ساخر في نهاية الأسبوع. | [ 33 ]        |
| 29 | 19 يوليو 2009  | هاري بوتر والأمير الهجين        | 77,835,727  | حطم فيلم هاري بوتر والأمير الهجين بإجمالي مبلغ 22.2 مليون دولار رقم فارس الظلام (18.5 مليون دولار) لأعلى افتتاح في منتصف الليل على الإطلاق. | [ 34 ]        |
| 30 | 26 يوليو 2009  | جي-فورس                         | 31,706,934  | | [ 35 ]        |
| 31 | 2 أغسطس 2009   | أشخاص ظرفاء                     | 22,657,780  | | [ 36 ]        |
| 32 | 9 أغسطس 2009   | جي. آي. جو: ظهور الكوبرا        | 54,713,046  | | [ 37 ]        |
| 33 | 16 أغسطس 2009  | المقاطعة 9                      | 37,354,308  | | [ 38 ]        |
| 34 | 23 أغسطس 2009  | أوغاد مجهولون                   | 38,054,676  | | [ 39 ]        |
| 35 | 30 أغسطس 2009  | الوجهة النهائية 4               | 27,408,309  | | [ 40 ]        |
| 36 | 6 سبتمبر 2009  | الوجهة النهائية 4               | 12,368,882  | | [ 41 ] [ 42 ] |
| 37 | 13 سبتمبر 2009 | أستطيع أن أفعل كل شيء سيئ لنفسي | 23,446,785  | | [ 43 ]        |
| 38 | 20 سبتمبر 2009 | غائم مع فرصة لتساقط كرات اللحم  | 30,304,648  | | [ 44 ]        |
| 39 | 27 سبتمبر 2009 | غائم مع فرصة لتساقط كرات اللحم  | 25,038,803  | | [ 45 ]        |
| 40 | 4 أكتوبر 2009  | زومبي لاند                      | 24,733,155  | | [ 46 ]        |
| 41 | 11 أكتوبر 2009 | تراجع أزواج                     | 34,286,740  | | [ 47 ] [ 48 ] |
| 42 | 18 أكتوبر 2009 | حيث تكون الأشياء البرية         | 32,695,407  | | [ 49 ]        |
| 43 | 25 أكتوبر 2009 | نشاط خارق                       | 21,104,070  | وصل نشاط خارق إلى المرتبة الأولى بعد أربعة عطلات نهاية أسبوع من الإصدار المحدود. | [ 50 ]        |
| 44 | 1 نوفمبر 2009  | مايكل جاكسون هذه هي             | 23,234,394  | | [ 51 ]        |
| 45 | 8 نوفمبر 2009  | ترنيمة عيد الميلاد              | 30,051,075  | | [ 52 ]        |
| 46 | 15 نوفمبر 2009 | 2012                            | 65,237,614  | | [ 53 ]        |
| 47 | 22 نوفمبر 2009 | ملحمة الشفق: قمر جديد           | 142,839,137 | حطم الفيلم بإجمالي مبلغ 26.3 مليون دولار رقم هاري بوتر والأمير الهجين (22.2 مليون دولار) لأعلى افتتاح في منتصف الليل على الإطلاق. حطم بإجمالي ربح 72.7 مليون دولار رقم فارس الظلام (67.2 مليون دولار) لأعلى ربح في يوم واحد على الإطلاق. وحطم أيضًا رقم هاري بوتر وكأس النار (102.7 مليون دولار) لأعلى ظهور في نهاية الأسبوع في نوفمبر ولموسم الأعياد بالإضافة إلى رقم ملحمة الشفق (69.6 مليون دولار) لأعلى ظهور في نهاية الأسبوع لفيلم مصاص دماء. | [ 54 ]        |
| 48 | 29 نوفمبر 2009 | ملحمة الشفق: قمر جديد           | 42,870,031  | | [ 55 ]        |
| 49 | 6 ديسمبر 2009  | البعد الآخر                     | 20,043,181  | وصل البعد الآخر إلى المركز الأول في عطلة نهاية الأسبوع الثالثة من إصداره. | [ 56 ]        |
| 50 | 13 ديسمبر 2009 | الأميرة والضفدع                 | 24,208,916  | وصل الأميرة والضفدع إلى المركز الأول بعد أسبوعين من الإصدار المحدود. | [ 57 ]        |
| 51 | 20 ديسمبر 2009 | أفاتار                          | 77,025,481  | حطم فيلم أفاتار الرقم القياسي لاليوم بعد الغد (68.7 مليون دولار) لأعلى ربح افتتاحي لفيلم بيئي في نهاية أسبوع. كما حطم الرقم القياسي لفوق (68.1 مليون دولار) لأعلى ظهور لفيلم ثلاثي الأبعاد في نهاية الأسبوع ورقم أبطال خارقون (70.5 مليون دولار) لأعلى ربح في نهاية الأسبوع لفيلم أصلي. | [ 58 ]        |
| 52 | 27 ديسمبر 2009 | أفاتار                          | 75,617,183  | حطم أفاتار الرقم القياسي لـفارس الظلام (75.2 مليون دولار) لأعلى ثاني إجمالي ربح في نهاية الأسبوع على الإطلاق. في المركز الثاني، حطم إجمالي ربح يوم افتتاح شارلوك هولمز البالغ 24.6 مليون دولار ورقم مارلي وأنا (14.3 مليون دولار) لأعلى ربح افتتاحي في يوم عيد الميلاد على الإطلاق. | [ 59 ]        |

## أعلى الأفلام ربحًا
أعلى الأفلام ربحًا في عام 2009.
| المرتبة | الفيم                           | الاستديو                | المخرج                   | الربح       |
| ------- | ------------------------------- | ----------------------- | ------------------------ | ----------- |
| 1.      | المتحولون: ثأر الهاوي           | باراماونت بيكتشرز       | مايكل بي                 | 402,111,870 |
| 2.      | هاري بوتر والأمير الهجين        | وارنر براذرز بيكتشرز    | دايفيد ييتس              | 301,959,197 |
| 3.      | فوق                             | استوديوهات والت ديزني   | بيت دوكتر                | 287,002,967 |
| 4.      | ملحمة الشفق: قمر جديد           | سمت إنترتاينمنت         | كريس ويتز                | 284,512,392 |
| 5.      | أفاتار                          | توينتيث سينشوري ستوديوز | جيمس كاميرون             | 283,624,210 |
| 6.      | صداع الكحول                     | وارنر براذرز بيكتشرز    | تود فيليبس               | 277,322,503 |
| 7.      | ستار تريك                       | باراماونت بيكتشرز       | جاي جاي أبرامز           | 253,730,019 |
| 8.      | الوحوش ضد الفضائيين             | باراماونت بيكتشرز       | كونراد فيرنون وراب لترمن | 198,351,526 |
| 9.      | البعد الآخر                     | وارنر براذرز بيكتشرز    | جون لي هانكوك            | 196,563,318 |
| 10.     | العصر الجليدي: ظهور الديناصورات | توينتيث سينشوري ستوديوز | كارلوس سالدانا           | 196,472,300 |